# Pinangi egyházmegye
A Pinangi (Pinengi) egyházmegye latinul: Dioecesis pinangensis) a római katolikus egyház egyik malajziai egyházmegyéje. Püspöki székvárosa George Town. Területileg magában foglalja Perlis, Kedah, Pinang, Kelantan és Perak államait Malajzia északnyugati részén.

## Története
A Pinangi egyházmegyét 1955. február 25-én alap XII. Piusz pápa a Malakkai főegyházmegye területéről való leválasztással. A Kuala Lumpur-i főegyházmegye szugffragán egyházmegyéje.

## Pinang püspökei
- Francis Chan, 1955-1967
- Gregory Yong Sooi Ngean, 1968–1977, akkori Szingapúri érsek
- Anthony Soter Fernandez, 1977–1983, majd Kuala Lumpur-i érsek
- Antony Selvanayagam, 1983–2012
- Sebastian Francis, 2012. óta, bíboros 2024. óta

## Szomszédos egyházmegyék
- Medani főegyházmegye (délnyugat)
- Szuratthani egyházmegye (észak)
- Kuala Lumpur-i főegyházmegye (dél)

## Fordítás
Ez a szócikk részben vagy egészben  a   Bistum Penang című német Wikipédia-szócikk ezen változatának fordításán alapul.  Az eredeti cikk szerkesztőit annak laptörténete sorolja fel. Ez a jelzés csupán a megfogalmazás eredetét és a szerzői jogokat jelzi, nem szolgál a cikkben szereplő információk forrásmegjelöléseként.